# Gunderup (Aalborg Kommune)
 For alternative betydninger, se Gunderup. (Se også artikler, som begynder med Gunderup)
Gunderup er en landsby i Himmerland med 123 indbyggere (2008). Gunderup er beliggende to kilometer nord for Fjellerad, otte kilometer syd for Gistrup og 17 kilometer syd for Aalborg. Landsbyen hører under Aalborg Kommune og er beliggende i Gunderup Sogn.
Gunderup Kirke er beliggende højt i landskabet og et markant identifikationspunkt og landemærke for hele egnen.
Landsbyen ligger ved Hadsund Landevej. Det betyder at Gunderup, i modsætning til andre landsbyer af lignende størrelse, har en dagligvarebutik i form af en tankstation, men det medfører også trafik og støjgener.